# Børge Mogensen

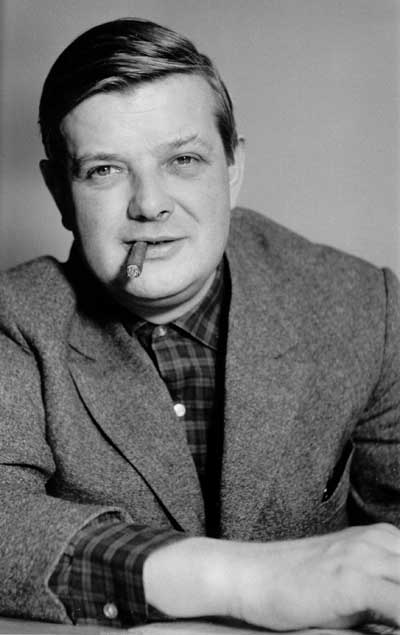
Børge Mogensen.

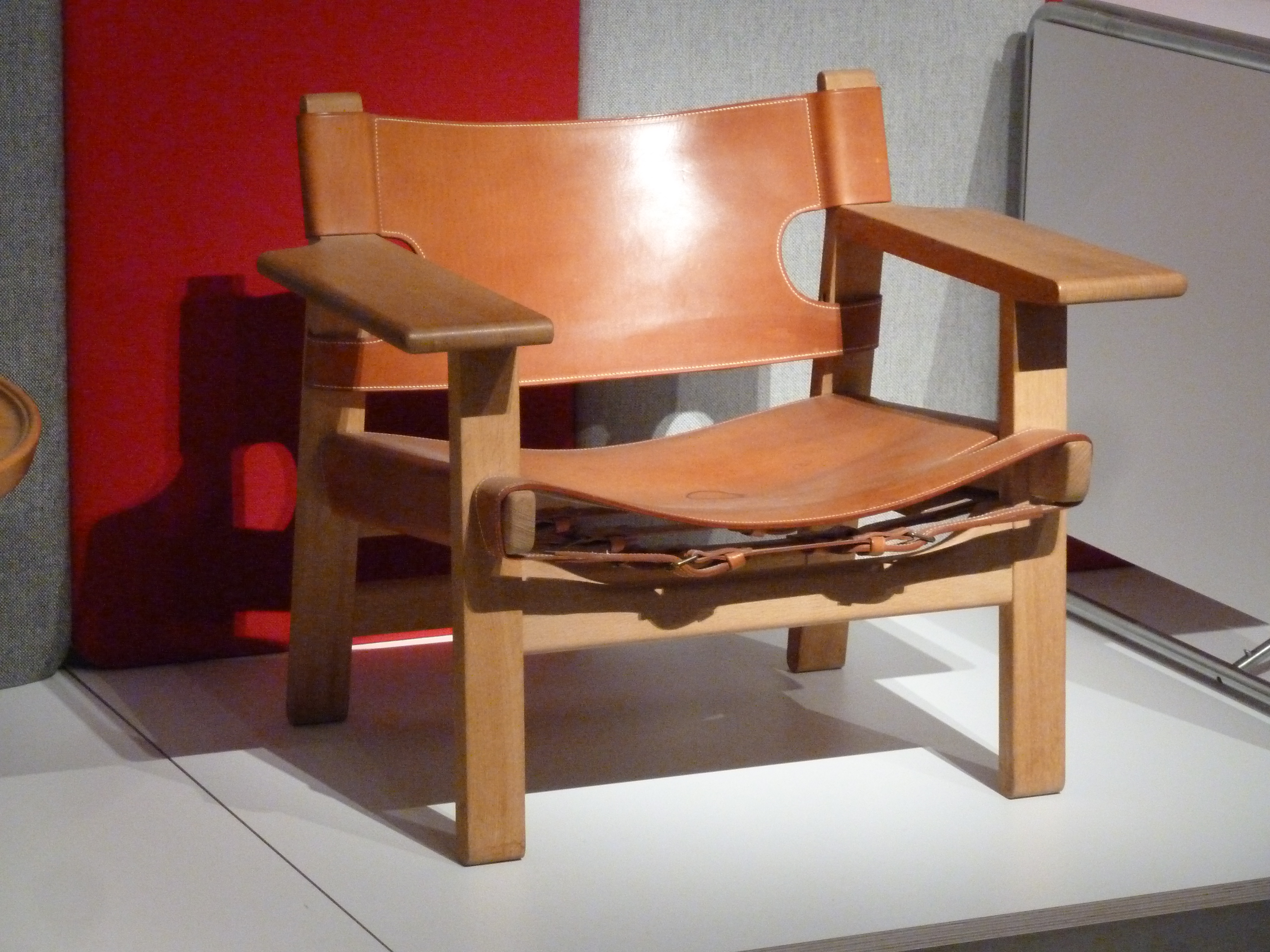
Spännläderstol.

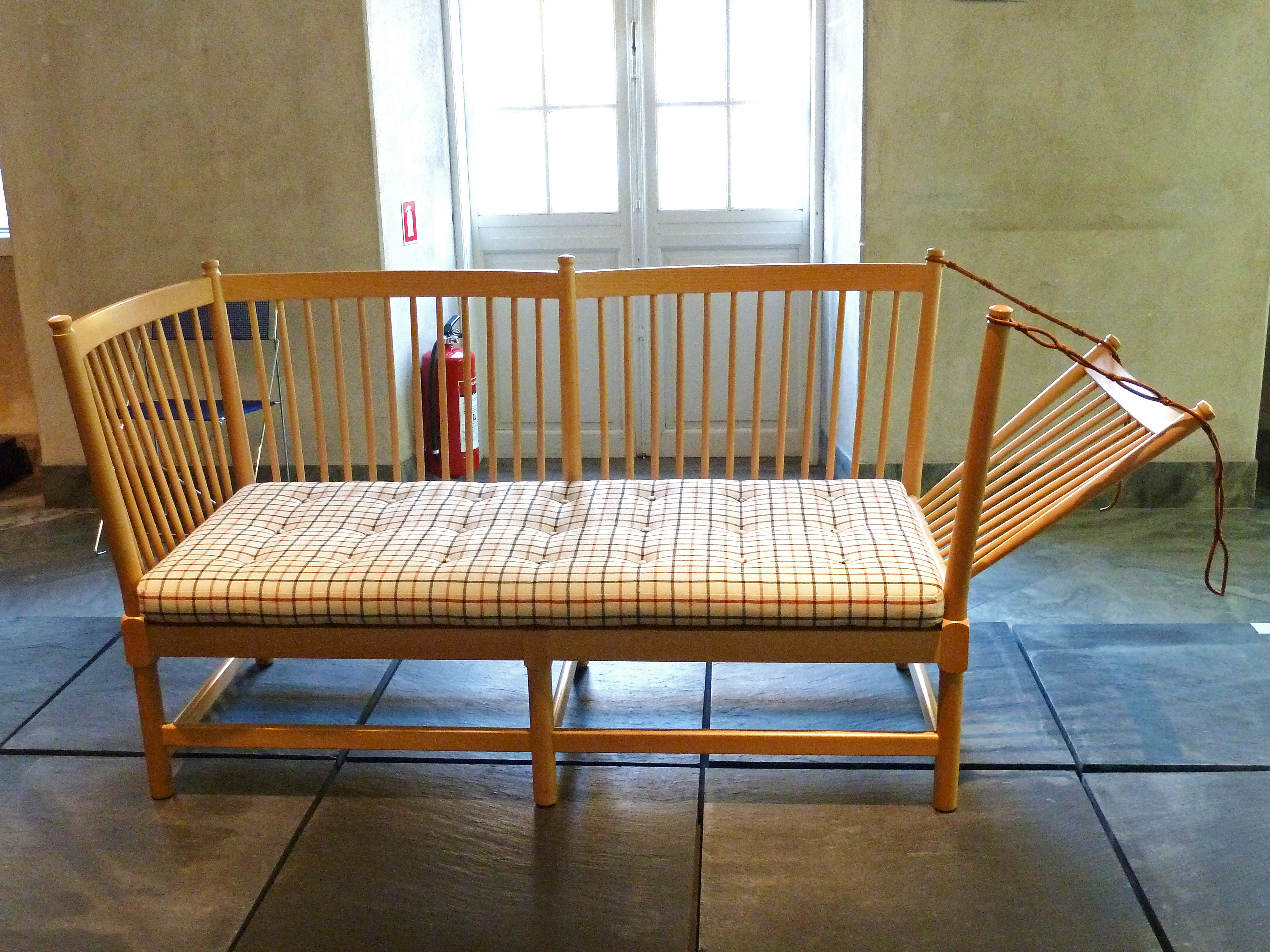
Pinnsoffa.

Børge Westergaard Mogensen, född 13 april 1914 i Aalborg, död 5 oktober 1972 i Gentofte, var en dansk möbelarkitekt.

## Biografi
Børge Mogensen utbildade sig till möbelsnickare med gesällbrev 1934, på Kunsthåndværkerskolens Møbelhøjskole 1936–1938 samt för Kaare Klint vid Kunstakademiets Møbelskole 1938–1942. Han var anställd på Kaare Klints och Mogens Kochs ritkontor 1938–1942. Åren 1942–1950 ledde han Fællesforeningen for Danmarks Brugsforeningers (FDB:s) møbelritkontor och var lärare på Kunstakademiets Møbelskole 1945–1947. Från 1950 hade han ett eget designkontor. 
Han deltog i Snedkerlaugets årliga möbelutställningar. Han har ritat möbler för ett flertal danska och svenska möbelföretag, bland annat Karl Andersson & Söner, samt hemtextilier för C. Olesens Cotilkollektion. 
Børge Mogensen var en av de tongivande i den generation av danska möbelformgivare, som gjorde begreppet Danish Design känt i omvärlden. Han fick Eckersbergmedaljen 1950 och C.F. Hansen-medaljen 1972.
Mogensen avled i sviterna av en hjärntumör, 58 år gammal.